# Boss Level
Boss Level és una pel·lícula d'acció i ciència-ficció estatunidenca del 2020 dirigida per Joe Carnahan i escrita pel mateix Carnahan amb els germans Chris i Eddie Borey, a partir d'una història dels Borey. És protagonitzada per Frank Grillo com un soldat retirat de les forces especials que intenta escapar d'un bucle de temps interminable que provoca la seva mort. Mel Gibson, Naomi Watts i Michelle Yeoh són coprotagonistes. Està doblada i subtitulada al català.
La pel·lícula es va anunciar originalment el 2012 amb el títol en anglès de Continue, i va ser desenvolupada per Carnahan a la 20th Century Fox, però no va prosperar. Boss Level es va anunciar formalment el novembre de 2017 i va ser produït per Carnahan, Grillo, Randall Emmett i George Furla. El rodatge va tenir lloc a l'estat dels EUA de Geòrgia de març a maig de 2018. La pel·lícula estava programada originalment per ser estrenada per Entertainment Studios Motion Pictures el 16 d'agost de 2019, però es va retardar. Finalment, es va llançar als Estats Units el 5 de març de 2021 amb el servei Hulu.

## Sinopsi
Roy Pulver, un soldat retirat de la Delta Force a Atlanta, s'ha quedat atrapat en un bucle temporal i ha après els patrons del dia a través de molts bucles anteriors. Es desperta cada dia a les 07:00 del matí, evita un assassí al seu apartament i un atac d'un pistoler en un helicòpter fora de la seva finestra, després s'escapa del seu apartament abans que exploti. Ha pogut eludir més assassins al llarg del matí, però es troba incapaç d'esbrinar com sobreviure a un atac final a les 12:47 p.m., tornant a despertar-se al seu apartament al següent bucle.

## Repartiment
- Frank Grillo com a Roy Pulver
- Mel Gibson com al coronel Clive Ventor
- Naomi Watts com a Jemma Wells
- Annabelle Wallis com a Alice
- Ken Jeong com a Jake
- Will Sasso com a Brett
- Selina Lo com a Guan Yin
- Meadow Williams com a Pam
- Michelle Yeoh com a Dai Feng
- Mathilde Ollivier com a Gabrielle
- Rob Gronkowski com a Gunner
- Rio Grillo com a Joe